# TWE (Unternehmen)
Die TWE GmbH & Co. KG ist ein Hersteller von Vliesstoffen für verschiedenste Anwendungen. Das Unternehmen mit 12 Standorten weltweit und Hauptsitz in Emsdetten, Nordrhein-Westfalen, beschäftigt aktuell ca. 1400 Mitarbeitende. Im Jahr 2021 erzielte TWE einen Umsatz von ca. 400 Mio.

Standorte von TWE

## Geschichte
Die Gründung im Jahr 1912 erfolge unter dem Namen Jute-Weberei-Emsdetten durch Bernhard Schulte-Austum und Gustav Matthesen. Zu Beginn bestand die Produktion aus 30 Webstühlen, an denen 25 Arbeitskräfte beschäftigt waren. Im Jahr 1933 erwarb man eine zweite Produktionshalle; die Anzahl der Webstühle erhöhte sich auf 120, die der Mitarbeiter auf 400. Bis 1955 stieg die Mitarbeiterzahl auf 500, es wurde in weitere modernere Webstühle für breitere Produktpalette investiert. 
Durch den Erwerb von Lohmann Vliesstoffe aus Dierdorf im Jahr 2001 kam die TWE Dierdorf GmbH & Co. KG als weiterer Standort hinzu. 2007 eröffnete die TWE GmbH & Co. KG einen weiteren Standort in Hangzhou, China unter dem Namen TWE Nonwoven Co., Ltd. Durch die Akquisition von Libeltex wurden vier weitere Standorte in Belgien, Frankreich und Schweden ein Teil der TWE, 2012 feierte diese ihr 100-jähriges Jubiläum. 
Seit 2013 gehört die TWE Group zu den weltweiten Top 15 Vliesstoffproduzenten. Durch die Akquisition der VITA-Group aus den USA im Jahr 2015 erweiterte sich die TWE um drei neue Standorte in Texas, North Carolina und Indiana. Im selben Jahr erwarb die TWE einen weiteren Standort in Rudolstadt, Thüringen: den Naturfaservlieshersteller iSOWOOD.
Seit dem Jahr 2021 ist TWE Unterzeichner des United Nations Global Compact (UNGC) und ihrer zehn universellen Prinzipien im Hinblick auf Menschenrechte, Arbeitsnormen, Korruptionsprävention, Umwelt und Klima.